# Cœur du Sahel
Cœur du Sahel est un roman de l'écrivaine camerounaise Djaïli Amadou Amal paru le 15 avril 2022, qui aborde la condition des femmes en Afrique, en particulier dans la région du Sahel. Cette œuvre s'inscrit dans un contexte socio-économique difficile, marqué par des défis tels que la sécheresse, la radicalisation religieuse, et les inégalités sociales.

## Histoire du roman

### Écriture du roman
Dans un entretien accordé au journal Le Monde, Djaïli Amadou Amal explique que Cœur du Sahel est né de son désir de porter à nouveau la voix des femmes, tout en mêlant romance et critique sociale. Elle décrit cette période en ces termes « Un domestique reste un domestique, même s’il fait du bon travail et est apprécié, lui rappelle son amie Bintou. Même assidu depuis des années, il ne fait jamais partie de la famille. Tu n’es ni de leur ethnie ni de leur religion. Ils n’ont pas de considération pour toi.». Amal souligne que, bien que son héroïne Faydé rêve des lumières de la ville, elle est également poussée par une responsabilité familiale, suite à la disparition de son père. L'écrivaine partage son engagement à dénoncer les violences faites aux femmes et les entraves à leur liberté, qu'elles soient liées au patriarcat, aux mariages arrangés ou à la polygamie. Selon Amal, à travers la fiction, elle espère susciter une prise de conscience et encourager un changement sociologique, notamment par l'éducation des jeunes filles.
Cœur du Sahel est le quatrième roman de Djaïli Amadou Amal, publié après le succès retentissant de Les Impatientes, qui a remporté le prix Goncourt des lycéens en 2020. Dans cette œuvre, Amal continue d’explorer la condition des femmes africaines, en particulier dans le contexte du nord du Cameroun, où les défis sociaux et économiques sont exacerbés par des facteurs comme le changement climatique et les violences liées à des groupes comme Boko Haram.

## Résumé
L'histoire suit Faydé, une jeune fille vivant dans un village montagneux de l'extrême nord du Cameroun. Éprouvée par la perte de son père et les difficultés économiques qui en découlent, elle décide de quitter son village pour travailler comme domestique dans la ville de Maroua. Au fil de son parcours, Faydé découvre les réalités du travail domestique, les préjugés des classes aisées, et les dangers qui menacent les femmes dans sa position,.

### Thèmes Principaux
À travers le destin de cette héroïne déterminée et intelligente, Djaïli Amadou Amal évoque subtilement les enjeux qui parcourent la société camerounaise : la condition féminine, les fractures sociales, la menace de la radicalisation religieuse, ou encore les conséquences directes du réchauffement climatique,.

## Éditions
- Éditions Emmanuelle Collas, 2022  (ISBN 9782490155538)

## Engagement
Cœur du Sahel est un roman de Djaïli Amadou Amal, publié le  15 avril 2022 aux éditions Emmanuelle Collas. Ce livre s'inscrit dans la continuité de son engagement pour la défense des droits des femmes et la lutte contre les violences de genre,.